# 小濱藩
小濱藩（日语：／ Obama han */?）是位於日本若狭国及越前國敦賀郡一帶的藩領。藩廳是小濱城。藩主最初為京極氏，後來為酒井氏的領地。

## 歷史
大津城主京極高次在關原之戰發生前被立花宗茂、毛利元康等人擊敗。在關原之戰後因大津城之戰的奮戰增封至若狹國小濱9萬2千石。第二代藩主京極忠高在大阪之陣的進行交涉以及擁有戰功。1634年（寬永11年）遷至松江藩，之後由酒井氏統治，直到幕末為止。在幕末是仍支持政府軍，平定天狗黨之亂，又參與戊辰戰爭，戰敗後轉戰東北。
在廢藩置縣後，成為了敦賀縣，然後成為滋賀縣一部份，1881年納入為福井縣範圍。

## 歷代藩主

### 京極氏
外樣、9万2000石→11万3000石。
1. 京極高次
2. 京極忠高

### 酒井氏
譜代、11万3000石→10万3000石。
1. 酒井忠勝
2. 酒井忠直
3. 酒井忠隆
4. 酒井忠囿
5. 酒井忠音
6. 酒井忠存
7. 酒井忠用
8. 酒井忠與
9. 酒井忠貫
10. 酒井忠進
11. 酒井忠順
12. 酒井忠義
13. 酒井忠氏
14. 酒井忠禄（原名忠義，再任）